# Mitteldeutsche Fußballmeisterschaft 1922/23

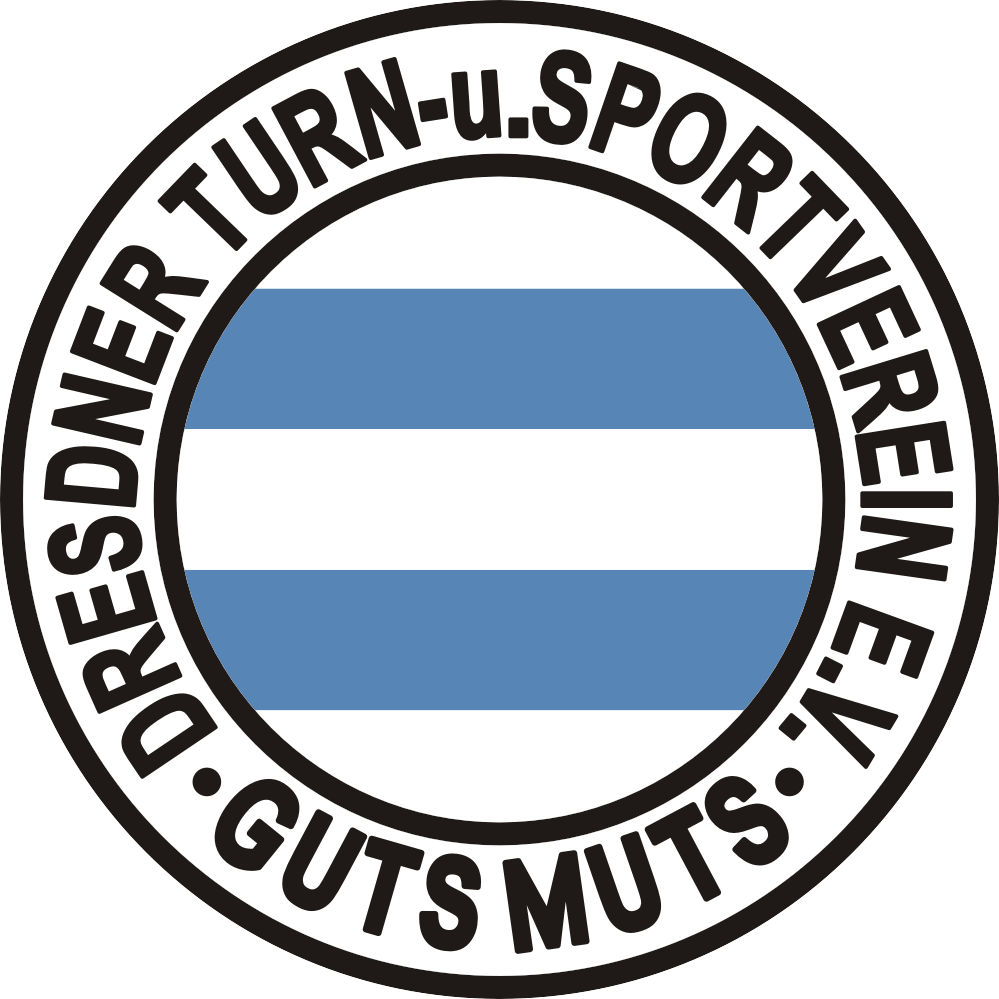
TuSV Guts Muts Dresden – Mitteldeutscher Fußballmeister 1923

Die Mitteldeutsche Fußballmeisterschaft 1922/23 des Verbandes Mitteldeutscher Ballspiel-Vereine war die 22. Spielzeit der mitteldeutschen Fußballmeisterschaft. Die Meisterschaft wurde wie in den Vorjahren mittels Kreisligen ausgetragen, deren Gewinner in einer K.-o.-Modus-Runde aufeinandertrafen. Durch einen knappen 1:0-Sieg im Finale über den VfB Leipzig gewann Guts Muts Dresden zum ersten und einzigen Mal die Mitteldeutsche Fußballmeisterschaft. Mit diesem Sieg qualifizierte sich GM-Dresden für die Deutsche Meisterschafts-Endrunde 1922/23, in welcher der Club dann aber im Viertelfinale nach einer 0:2-Niederlage gegen den späteren Deutschen Meister Hamburger SV ausschied.

## Modus
Der diesjährige Mitteldeutsche Fußballmeisterschaft wurde letztmals mittels 7 Kreisligen ausgetragen, deren Sieger sich für die Mitteldeutsche Endrunde qualifizierten. 
Zur kommenden Spielzeit wurden die Kreise aufgelöst und die zahlreichen Gauligen der einzelnen Gaue bildeten fortan wieder die obersten Spielklassen.
| Kreis           | Kreismeister         |
| --------------- | -------------------- |
| Elbe            | SSV 1919 Magdeburg   |
| Mittelsachsen   | Chemnitzer BC        |
| Nordwestsachsen | VfB Leipzig          |
| Ostsachsen      | Guts Muts Dresden    |
| Saale           | SV Borussia 02 Halle |
| Thüringen       | SV 01 Gotha          |
| Westsachsen     | SV Konkordia Plauen  |

## Kreis Elbe
Zur kommenden Spielzeit wurde der Kreis Elbe aufgelöst. Als oberste Fußball-Ligen fungierten ab dann wieder die 4 Gauligen: Altmark, Anhalt, Harz und Mittelelbe.
| Pl. | Verein                   | Sp. | S  | U | N  | Tore    | Quote | Punkte |
| --- | ------------------------ | --- | -- | - | -- | ------- | ----- | ------ |
| 1.  | SSV 1919 Magdeburg       | 18  | 10 | 4 | 4  | 039:200 | 1,95  | 24:12  |
| 2.  | MFC Viktoria 1896        | 18  | 9  | 3 | 6  | 033:190 | 1,74  | 21:15  |
| 3.  | FC Viktoria 09 Stendal   | 18  | 9  | 3 | 6  | 029:260 | 1,12  | 21:15  |
| 4.  | FV Fortuna Magdeburg (M) | 18  | 9  | 2 | 7  | 043:350 | 1,23  | 20:16  |
| 5.  | MSC Preußen 99           | 18  | 8  | 4 | 6  | 029:280 | 1,04  | 20:16  |
| 6.  | FuCC Cricket-Viktoria    | 18  | 6  | 6 | 6  | 039:380 | 1,03  | 18:18  |
| 7.  | FC Germania Halberstadt  | 18  | 6  | 5 | 7  | 026:260 | 1,00  | 17:19  |
| 8.  | FC Preußen 02 Burg (N)   | 18  | 7  | 3 | 8  | 028:330 | 0,85  | 17:19  |
| 9.  | Magdeburger SC           | 18  | 3  | 8 | 7  | 022:340 | 0,65  | 14:22  |
| 10. | SV 07 Bernburg           | 18  | 3  | 2 | 13 | 021:500 | 0,42  | 08:28  |

| (M) | Titelverteidiger Elbe |
| (N) | Aufsteiger            |

- [Stendal (Altmark), Halberstadt (Harz) und Bernburg (Anhalt), wurden zur neuen Saison wegen der beschlossenen Spielklassen-Reform in ihre vormals angestammten Gauligen zurückdelegiert.]

## Kreis Mittelsachsen
Zur kommenden Spielzeit wurde der Kreis Mittelsachsen aufgelöst. Als oberste Fußball-Ligen fungierten ab dann wieder die 4 Gauligen: Erzgebirge, Mittelsachsen (ehemals Südwestsachsen), Nordsachsen (ehemals Mittelsachsen) und Obererzgebirge.
| Pl. | Verein                    | Sp. | S  | U | N  | Tore    | Quote | Punkte |
| --- | ------------------------- | --- | -- | - | -- | ------- | ----- | ------ |
| 1.  | Chemnitzer BC (M)         | 16  | 13 | 1 | 2  | 040:110 | 3,64  | 27:50  |
| 2.  | FC Preussen Chemnitz      | 16  | 10 | 2 | 4  | 045:240 | 1,88  | 22:10  |
| 3.  | SC National Chemnitz      | 16  | 8  | 2 | 6  | 027:220 | 1,23  | 18:14  |
| 4.  | Riesaer SV (N)            | 16  | 7  | 3 | 6  | 023:310 | 0,74  | 17:15  |
| 5.  | SV Teutonia 1901 Chemnitz | 16  | 7  | 1 | 8  | 037:230 | 1,61  | 15:17  |
| 6.  | VfB Chemnitz              | 16  | 5  | 5 | 6  | 030:320 | 0,94  | 15:17  |
| 7.  | SC Hellas Chemnitz (N)    | 16  | 5  | 1 | 10 | 017:380 | 0,45  | 11:21  |
| 8.  | SV Sturm Chemnitz         | 16  | 4  | 2 | 10 | 027:390 | 0,69  | 10:22  |
| 9.  | Mittweidaer FC 1899       | 16  | 4  | 1 | 11 | 016:420 | 0,38  | 09:23  |

| (M) | Titelverteidiger Mittelsachsen |
| (N) | Aufsteiger                     |

## Kreis Nordwestsachsen
Zur kommenden Spielzeit wurde der Kreis Nordwestsachsen aufgelöst. Als oberste Fußball-Ligen fungierten ab dann wieder die 2 Gauligen: Elbe-Elster und Nordwestsachsen.
| Pl. | Verein                          | Sp. | S  | U | N  | Tore    | Quote | Punkte |
| --- | ------------------------------- | --- | -- | - | -- | ------- | ----- | ------ |
| 1.  | VfB Leipzig                     | 24  | 20 | 3 | 1  | 088:150 | 5,87  | 43:50  |
| 2.  | SV Fortuna Leipzig 02           | 24  | 20 | 2 | 2  | 075:190 | 3,95  | 42:60  |
| 3.  | SpVgg 1899 Leipzig-Lindenau (M) | 24  | 15 | 5 | 4  | 067:230 | 2,91  | 35:13  |
| 4.  | SC Wacker Leipzig               | 24  | 12 | 4 | 8  | 056:340 | 1,65  | 28:20  |
| 5.  | VfTuB Leipzig                   | 24  | 9  | 5 | 10 | 051:580 | 0,88  | 23:25  |
| 6.  | FC Eintracht Leipzig            | 24  | 9  | 4 | 11 | 042:510 | 0,82  | 22:26  |
| 7.  | SV Pfeil Leipzig (N)            | 24  | 9  | 4 | 11 | 041:630 | 0,65  | 22:26  |
| 8.  | Leipziger BC 1893               | 24  | 8  | 5 | 11 | 040:610 | 0,66  | 21:27  |
| 9.  | FC Viktoria Leipzig             | 24  | 5  | 9 | 10 | 026:450 | 0,58  | 19:29  |
| 10. | FC Sportfreunde Leipzig (N)     | 24  | 6  | 6 | 12 | 031:570 | 0,54  | 18:30  |
| 11. | BV Olympia Leipzig              | 24  | 4  | 6 | 14 | 027:470 | 0,57  | 14:34  |
| 12. | SV Germania Leipzig (N)         | 24  | 6  | 2 | 16 | 039:730 | 0,53  | 14:34  |
| 13. | Leipziger SV 1899               | 24  | 3  | 5 | 16 | 013:500 | 0,26  | 11:37  |

| (M) | Titelverteidiger Nordwestsachsen |
| (N) | Aufsteiger                       |

## Kreis Ostsachsen
Zur kommenden Spielzeit wurde der Kreis Ostsachsen aufgelöst. Als oberste Fußball-Ligen fungierten ab dann wieder die 2 Gauligen: Oberlausitz und Ostsachsen.
| Pl. | Verein                      | Sp. | S  | U | N  | Tore    | Quote | Punkte |
| --- | --------------------------- | --- | -- | - | -- | ------- | ----- | ------ |
| 1.  | Guts Muts Dresden           | 14  | 13 | 1 | 0  | 049:500 | 9,80  | 27:10  |
| 2.  | FC Brandenburg Dresden      | 14  | 11 | 2 | 1  | 037:130 | 2,85  | 24:40  |
| 3.  | SV Dresdner Fußballring (M) | 14  | 7  | 2 | 5  | 027:190 | 1,42  | 16:12  |
| 4.  | Dresdner SC 1898            | 14  | 6  | 1 | 7  | 021:180 | 1,17  | 13:15  |
| 5.  | Dresdner SpVgg 05           | 14  | 5  | 3 | 6  | 030:300 | 1,00  | 13:15  |
| 6.  | VTB Jahn Dresden            | 14  | 5  | 1 | 8  | 026:350 | 0,74  | 11:17  |
| 7.  | BC Sportlust Dresden        | 14  | 2  | 1 | 11 | 014:480 | 0,29  | 05:23  |
| 8.  | Dresdner SV 06              | 14  | 1  | 1 | 12 | 015:510 | 0,29  | 03:25  |

| (M) | Titelverteidiger Ostsachsen |

## Kreis Saale
Zur kommenden Spielzeit wurde der Kreis Saale aufgelöst. Als oberste Fußball-Ligen fungierten ab dann wieder die 2 Gauligen: Saale und Saale-Elster.
| Pl. | Verein                 | Sp. | S  | U | N  | Tore    | Quote | Punkte |
| --- | ---------------------- | --- | -- | - | -- | ------- | ----- | ------ |
| 1.  | SV Borussia 02 Halle   | 18  | 14 | 2 | 2  | 054:180 | 3,00  | 30:60  |
| 2.  | Naumburger SV 05       | 18  | 12 | 4 | 2  | 037:200 | 1,85  | 28:80  |
| 3.  | SV Halle 98 (M)        | 18  | 11 | 5 | 2  | 049:190 | 2,58  | 27:90  |
| 4.  | Hallescher FC Wacker   | 18  | 12 | 2 | 4  | 043:200 | 2,15  | 26:10  |
| 5.  | VfL 1912 Merseburg     | 18  | 7  | 2 | 9  | 023:250 | 0,92  | 16:20  |
| 6.  | VfL Halle 1896         | 18  | 5  | 3 | 10 | 032:270 | 1,19  | 13:23  |
| 7.  | SF Sportfreunde Halle  | 18  | 5  | 3 | 10 | 027:410 | 0,66  | 13:23  |
| 8.  | SpVgg 1903 Weißenfels  | 18  | 4  | 2 | 12 | 019:590 | 0,32  | 10:26  |
| 9.  | FC Preußen/Komet Halle | 18  | 3  | 3 | 12 | 012:470 | 0,26  | 09:27  |
| 10. | SC Favorit Halle       | 18  | 2  | 4 | 12 | 022:420 | 0,52  | 08:28  |

| (M) | Titelverteidiger Saale |

## Kreis Thüringen
Die Kreisliga Thüringen war in dieser Spielzeit in vier Staffeln aufgeteilt, die Staffelsieger spielten in einer K.-o.-Runde den Kreismeister und Teilnehmer an der Mitteldeutschen Endrunde aus. 
Zur kommenden Spielzeit wurde die Kreisliga Thüringen aufgelöst. Als oberste Fußball-Ligen fungierten ab dann wieder die 7 Gauligen: Kyffhäuser, Nordthüringen, Osterland, Ostthüringen, Südthüringen, Wartburg und Westthüringen.

### Staffel Nord
| Pl. | Verein                | Sp. | S | U | N | Tore    | Quote | Punkte |
| --- | --------------------- | --- | - | - | - | ------- | ----- | ------ |
| 1.  | SpVgg 02 Erfurt (M)   | 10  | 9 | 0 | 1 | 048:800 | 6,00  | 18:20  |
| 2.  | VfB 04 Erfurt         | 9   | 5 | 1 | 3 | 012:800 | 1,50  | 11:70  |
| 3.  | FC Borussia Erfurt    | 9   | 4 | 2 | 3 | 013:150 | 0,87  | 10:80  |
| 4.  | SC Erfurt 1895        | 10  | 5 | 0 | 5 | 014:190 | 0,74  | 10:10  |
| 5.  | MTV 1897 Erfurt (N)   | 10  | 3 | 1 | 6 | 013:170 | 0,76  | 07:13  |
| 6.  | TV 1905 Ilversgehofen | 10  | 1 | 0 | 9 | 005:380 | 0,13  | 02:18  |

| (M) | Titelverteidiger Thüringen |
| (N) | Aufsteiger                 |

### Staffel Ost
| Pl. | Verein                | Sp. | S | U | N | Tore    | Quote | Punkte |
| --- | --------------------- | --- | - | - | - | ------- | ----- | ------ |
| 1.  | SC 1903 Weimar (N)    | 10  | 8 | 1 | 1 | 022:900 | 2,44  | 17:30  |
| 2.  | SpVgg 1908 Jena (N)   | 10  | 6 | 0 | 4 | 018:140 | 1,29  | 12:80  |
| 3.  | 1. SV 03 Jena         | 10  | 4 | 2 | 4 | 017:130 | 1,31  | 10:10  |
| 4.  | VfB Apolda (N)        | 10  | 4 | 2 | 4 | 011:140 | 0,79  | 10:10  |
| 5.  | SC Concordia Gera (N) | 10  | 3 | 2 | 5 | 019:260 | 0,73  | 08:12  |
| 6.  | BC Vimaria Weimar     | 10  | 1 | 1 | 8 | 013:240 | 0,54  | 03:17  |

| (N) | Aufsteiger |

### Staffel Süd

#### Gruppe 1
| Pl. | Verein             | Sp. | S | U | N | Tore    | Quote | Punkte |
| --- | ------------------ | --- | - | - | - | ------- | ----- | ------ |
| 1.  | VfB 07 Coburg      | 6   | 3 | 2 | 1 | 016:110 | 1,45  | 08:40  |
| 2.  | SV 07 Neustadt (N) | 6   | 4 | 0 | 2 | 012:800 | 1,50  | 08:40  |
| 3.  | SC 06 Oberlind (N) | 6   | 3 | 1 | 2 | 013:170 | 0,76  | 07:50  |
| 4.  | 1. FC 07 Lauscha   | 6   | 0 | 1 | 5 | 009:140 | 0,64  | 01:11  |

| (N) | Aufsteiger |

Entscheidungsspiel Platz 1
|               | Ergebnis |                |
| ------------- | -------- | -------------- |
| VfB 07 Coburg | 4:1      | SV 07 Neustadt |

#### Gruppe 2
| Pl. | Verein             | Sp. | S | U | N | Tore    | Quote | Punkte |
| --- | ------------------ | --- | - | - | - | ------- | ----- | ------ |
| 1.  | SC 1912 Zella      | 6   | 5 | 1 | 0 | 009:100 | 9,00  | 11:10  |
| 2.  | FC 1905 Zella (N)  | 6   | 2 | 1 | 3 | 010:700 | 1,43  | 05:70  |
| 3.  | TV 1909 Mehlis (N) | 6   | 2 | 1 | 3 | 006:700 | 0,86  | 05:70  |
| 4.  | SC Germania Mehlis | 6   | 1 | 1 | 4 | 008:180 | 0,44  | 03:90  |

| (N) | Aufsteiger |

#### Entscheidungsspiel Staffel Süd
|                                 | Gesamt |                                 | Hinspiel | Rückspiel |
| ------------------------------- | ------ | ------------------------------- | -------- | --------- |
| VfB 07 Coburg (Sieger Gruppe 1) | 3:2    | SC 1912 Zella (Sieger Gruppe 2) | 1:1      | 2:1       |

### Staffel West
| Pl. | Verein                     | Sp. | S | U | N | Tore    | Quote | Punkte |
| --- | -------------------------- | --- | - | - | - | ------- | ----- | ------ |
| 1.  | SV 01 Gotha                | 10  | 7 | 1 | 2 | 020:110 | 1,82  | 15:50  |
| 2.  | SV 1899 Mühlhausen         | 10  | 5 | 2 | 3 | 014:110 | 1,27  | 12:80  |
| 3.  | FC Wacker 03 Gotha (N)     | 10  | 4 | 2 | 4 | 015:110 | 1,36  | 10:10  |
| 4.  | SV Germania Ilmenau        | 10  | 4 | 1 | 5 | 017:240 | 0,71  | 09:11  |
| 5.  | FC Preußen Langensalza (N) | 10  | 3 | 3 | 4 | 013:220 | 0,59  | 09:11  |
| 6.  | SpVgg 1907 Arnstadt (N)    | 10  | 2 | 1 | 7 | 018:180 | 1,00  | 05:15  |

| (N) | Aufsteiger |

### Finale Thüringen
Halbfinale
|                                       | Ergebnis |                                    |
| ------------------------------------- | -------- | ---------------------------------- |
| SC 1903 Weimar (Sieger Staffel Ost)   | 0:1      | SV 01 Gotha (Sieger Staffel West)  |
| SpVgg 02 Erfurt (Sieger Staffel Nord) | 3:2      | VfB 07 Coburg (Sieger Staffel Süd) |

Finale
|                 | Ergebnis |             |
| --------------- | -------- | ----------- |
| SpVgg 02 Erfurt | 1:4      | SV 01 Gotha |

## Kreis Westsachsen
Die Kreisliga Westsachsen war in dieser Spielzeit in zwei Staffeln unterteilt. Die Staffelsieger spielten im Finale den Kreismeister/Teilnehmer an der Mitteldeutschen Endrunde aus. 
Zur kommenden Spielzeit wurde der Kreis Westsachsen aufgelöst. Als oberste Fußball-Ligen fungierten ab dann wieder die 3 Gauligen: Göltzschtal, Westsachsen und Vogtland.

### Staffel Nord
| Pl. | Verein               | Sp. | S | U | N | Tore    | Quote | Punkte |
| --- | -------------------- | --- | - | - | - | ------- | ----- | ------ |
| 1.  | VfB Glauchau         | 12  | 9 | 2 | 1 | 033:800 | 4,13  | 20:40  |
| 2.  | VfL 1905 Zwickau (N) | 12  | 7 | 2 | 3 | 032:190 | 1,68  | 16:80  |
| 3.  | VfB 1907 Reichenbach | 12  | 7 | 2 | 3 | 028:170 | 1,65  | 16:80  |
| 4.  | SpVgg 1907 Meerane   | 12  | 5 | 2 | 5 | 017:150 | 1,13  | 12:12  |
| 5.  | Zwickauer SC         | 12  | 3 | 2 | 7 | 018:210 | 0,86  | 08:16  |
| 6.  | Planitzer SC (N)     | 12  | 2 | 3 | 7 | 013:310 | 0,42  | 07:17  |
| 7.  | FC 02 Schedewitz (N) | 12  | 1 | 3 | 8 | 009:390 | 0,23  | 05:19  |

| (N) | Aufsteiger |

### Staffel Süd
| Pl. | Verein                      | Sp. | S  | U | N | Tore    | Quote | Punkte |
| --- | --------------------------- | --- | -- | - | - | ------- | ----- | ------ |
| 1.  | SV Konkordia Plauen (M)     | 12  | 11 | 0 | 1 | 046:170 | 2,71  | 22:20  |
| 2.  | SpVgg Falkenstein           | 12  | 7  | 0 | 5 | 028:190 | 1,47  | 14:10  |
| 3.  | 1. Vogtländischer FC Plauen | 12  | 6  | 1 | 5 | 031:310 | 1,00  | 13:11  |
| 4.  | VfB Plauen                  | 12  | 5  | 1 | 6 | 023:330 | 0,70  | 11:13  |
| 5.  | SpVgg Plauen                | 12  | 4  | 1 | 7 | 014:220 | 0,64  | 09:15  |
| 6.  | Plauener SuBC               | 12  | 4  | 0 | 8 | 023:230 | 1,00  | 08:16  |
| 7.  | VfB Auerbach (N)            | 12  | 3  | 1 | 8 | 015:350 | 0,43  | 07:17  |

| (M) | Titelverteidiger Westsachsen |
| (N) | Aufsteiger                   |

### Finale Westsachsen
|                                          | Ergebnis |                                    |
| ---------------------------------------- | -------- | ---------------------------------- |
| SV Konkordia Plauen (Sieger Staffel Süd) | 1:0      | VfB Glauchau (Sieger Staffel Nord) |

## Mitteldeutsche Fußball-Endrunde
Die Meisterschafts-Endrunde fand erstmals seit 1919 wieder im K.-o.-System-Modus statt. Qualifiziert waren die 7 Kreismeister.

### Viertelfinale
| Datum                                                            |                                            | Ergebnis |                                                |
| ---------------------------------------------------------------- | ------------------------------------------ | -------- | ---------------------------------------------- |
| 8. April 1923                                                    | Chemnitzer BC (Kreismeister Mittelsachsen) | 2:1      | SV Konkordia Plauen (Kreismeister Westsachsen) |
| 8. April 1923                                                    | SSV 1919 Magdeburg (Kreismeister Elbe)     | 2:1      | SV Borussia 02 Halle (Kreismeister Saale)      |
| 8. April 1923                                                    | SV 01 Gotha (Kreismeister Thüringen)       | 1:4      | VfB Leipzig (Kreismeister Nordwestsachsen)     |
| Guts Muts Dresden (Kreismeister Ostsachsen) erhielt ein Freilos. |                                            |          |                                                |

### Halbfinale
| Datum          |                   | Ergebnis |                    |
| -------------- | ----------------- | -------- | ------------------ |
| 15. April 1923 | VfB Leipzig       | 1:0      | SSV 1919 Magdeburg |
| 22. April 1923 | Guts Muts Dresden | 6:1      | Chemnitzer BC      |

### Finale
| Datum          |                   | Ergebnis |             |
| -------------- | ----------------- | -------- | ----------- |
| 29. April 1923 | Guts Muts Dresden | 1:0      | VfB Leipzig |